# The Mugwumps
The Mugwumps waren eine US-amerikanische Band, die 1964 von Denny Doherty, Cass Elliot, Zal Yanovsky und James „Jim“ Hendricks im New Yorker Greenwich Village gegründet wurde. Auch John Sebastian spielte zeitweise bei der Gruppe mit.

## Geschichte
Nachdem die Folkgruppe The Big 3, die aus Elliot, Doherty und Tim Rose bestanden und im New Yorker Raum an Popularität gewonnen hatte, 1963 auseinandergebrochen war, schlossen sich im gleichen Jahr Elliot und Doherty mit Yanovski und Hendricks zu der Gruppe Mugwumps zusammen. Ebenfalls 1963 heirateten die Bandmitglieder Elliot und Hendricks. Die Musik der Mugwumps kann als eine Folk-basierte Popmusik charakterisiert werden. Eine Anfang 1964 veröffentlichte Single bei Warner Brothers Records blieb erfolglos. Im August 1964 wurde das Material für ein Album aufgenommen, das jedoch nicht veröffentlicht wurde, weil die Gruppe sich kurze Zeit später auflöste. Erst vor dem Hintergrund der späteren Erfolge der Mitglieder der Mugwumps erschien das Album 1967.
Ende 1964 trafen sich Elliot und Doherty mit John Phillips und Michelle Phillips (geborene Gilliam) aus der Gruppe The New Journeymen, schlossen sich zusammen und benannten sich 1965 in The Mamas and the Papas um.
James „Jim“ Hendricks machte Karriere als Songwriter und Countrysänger, z. B. schrieb er den Hit Summer Rain für Johnny Rivers und nahm über fünfzig Alben mit Folk- und Countrymusik auf.
Die Gruppe Mugwumps bestand nur kurze Zeit, war aber der Nährboden für zwei erfolgreiche Bands: 1965 gründeten Sebastian und Yanovsky The Lovin’ Spoonful, während Phillips, Elliot und Doherty mit den Mamas & Papas Welterfolge erzielten.
Die musikhistorische Bedeutung der Mugwumps liegt darin, dass traditionelle Folk-Sänger aus dem Greenwich Village durch ihre Annäherung an die Popmusik eine Kommerzialisierung und damit eine größere Breitenwirkung der Folkmusik versuchten. Mit den beiden aus den Mugwumps entstandenen Folk-Rock-Gruppen Lovin’ Spoonful und Mamas & Papas wurde der Weg zur Popularisierung und Kommerzialisierung der Folk-Musik konsequent weiter beschritten.

## Diskografie

### Singles
- I Don’t Wanna Know b/w I’ll Remember Tonight (1964, Warner Bros. 5471)
- Searchin'  b/w Here It Is Another Day (1967, Warner Bros. 7018)

### Album
The Mugwumps 1967 (Warner Bros., US- und UK-Katalognummer WS 1697)
Besetzung: Cass Elliot (Gesang), Denny Doherty (Gesang), Zal Yanovski (Gitarre, Gesang), James Hendricks (Gitarre)
Aufgenommen im August 1964, produziert von Roy Silver und Bob Cavallo.
- A-Seite: Searchin' , I Don’t Wanna Know, I’ll Remember Tonight, Here It Is Another Day, Do You Know What I Mean
- B-Seite: You Can’t Judge a Book By the Cover, Everybody’s Been Talkin' , Do What They Don’t Say, So Fine

Mutation in the Family 2014 (Monster Zero)